# 剩者為王
《剩者為王》，2015年中國電影，是一部浪漫愛情片。由導演落落執導，本片的主要演員有：舒淇、彭于晏、熊黛林、金士傑。

## 劇情簡介
《剩者為王》是中國2015年根據落落同名小說改編的都市愛情電影，由滕華濤監製，落落編劇並執導，舒淇、彭于晏、潘虹、金士傑、邢佳棟、郝蕾、熊黛林聯袂主演。該片講述了年屆三十的白領女性盛如曦與年輕的新同事馬賽相遇之後，由於產生了突如其來的愛情而面臨抉擇的故事。於2015年11月6日在中國院線上映。而台灣則是於2015年11月13日上映。

## 演員陣容

### 主要角色
| 演員   | 角色     | 介紹                                                 |
| 舒淇   | 盛如曦   | 一個職場上工作能力強的女性，但內心又渴望愛情的到來。 |
| 彭于晏 | 馬賽     | 幽默風趣、英俊的外貌是公司人人談論的有為青年。       |
| 潘虹   | 盛母     | 如曦母親。                                           |
| 金士傑 | 盛父     | 如曦父親。                                           |
| 邢佳棟 | 白醫生   |                                                      |
| 郝蕾   | 汪嵐     | 如曦的上司。                                         |
| 熊黛林 | 章聿     | 如曦的知心好友。                                     |
| 杜家毅 | 班長     |                                                      |
| 張雯   | 徐總秘書 |                                                      |
| 未知   | 小狄     | 章聿愛很久的體育王子。                               |

## 電影歌曲
| 曲別             | 歌名             | 作詞                    | 作曲                    | 演唱者   |
| 主題曲           | 《一路走下去》   | 黃婷/朱敬然             | 黃婷/朱敬然             | 劉若英   |
| 宣傳曲           | 《三十歲的女人》 | 趙雷                    | 趙雷                    | 譚維維   |
| 宣傳曲（台灣版） | 《幾年幾月幾天》 | 徐世珍、吳輝福/AC周予天 | 徐世珍、吳輝福/AC周予天 | AC周予天 |

## 票房
台灣方面，最終票房3000萬新台幣。

## 奬項
| 年度 | 颁奖典礼                         | 奖项           | 姓名 | 结果 |
| ---- | -------------------------------- | -------------- | ---- | ---- |
| 2017 | 香港新浪微博微博之星2016頒獎典禮 | 微博給力女主角 | 舒淇 | 提名 |